# La Jaulilla, Valle de Santiago
La Jaulilla är en ort i Mexiko.   Den ligger i kommunen Valle de Santiago och delstaten Guanajuato, i den centrala delen av landet, 250 km väster om huvudstaden Mexico City. La Jaulilla ligger 1 793 meter över havet och antalet invånare är 292.
Terrängen runt La Jaulilla är kuperad söderut, men norrut är den platt. Runt La Jaulilla är det ganska tätbefolkat, med 108 invånare per kvadratkilometer. Närmaste större samhälle är Valle de Santiago, 16,9 km öster om La Jaulilla. I omgivningarna runt La Jaulilla växer huvudsakligen savannskog.